# Athalia (geslacht)
Athalia is een geslacht van echte bladwespen (Tenthredinidae). De wetenschappelijke naam is gepubliceerd in 1817 door William Elford Leach.
Dit geslacht komt voor in het Palearctisch gebied, het Afrotropisch gebied en het Oriëntaals gebied. In het Nederlands soortenregister zijn elf soorten gekend:
- A. ancilla Serville, 1823
- A. bicolor Serville, 1823
- A. circularis (Klug, 1815)
- A. cordata Serville, 1823
- A. cornubiae Benson, 1931
- A. chevini Lacourt, 1985
- A. doderoi Zombori, 1979
- A. liberta (Klug, 1815)
- A. longifoliae
- A. lugens (Klug, 1815)
- A. nevadensis Lacourt, 1978
- A. paradoxa Konow, 1886
- A. rosae (Linnaeus, 1758)
- A. rufoscutellata Mocsary, 1879
- A. scutellariae Cameron, 1880

De larven van dit geslacht voeden zich met planten uit de composietenfamilie (Compositae), vetplantenfamilie (Crassulaceae), kruisbloemenfamilie (Cruciferae), lipbloemenfamilie (Labiatae), weegbreefamilie (Plantaginaceae), ranonkelfamilie (Ranunculaceae) of helmkruidfamilie (Scrophulariaceae). Volwassen insecten zijn gemiddeld 5 tot 11 mm lang, geelachtig van kleur met een zwarte kop. De poten zijn meestal ook geel. De voorvleugels zijn 5 tot 12 mm lang. De larven zijn rupsvormig en worden 10 tot 20 mm lang.
Enkele soorten zijn gekende plaaginsecten die schade toebrengen in de land- en tuinbouw aan teelten uit de kruisbloemenfamilie. De knollenbladwesp (Athalia rosae) is een veel voorkomende soort in Europa die onder meer sareptamosterd (Brassica junea) en zwarte mosterd (Brassica nigra) aantast. Voor de bestrijding is in het verleden beroep gedaan op krachtige insecticiden als toxafeen of parathion (E605). De ondersoort Athalia rosae ruficornis Jakovlev komt voor in Oost-Azië en Japan en de larven daarvan leven onder meer op tuinradijs (Raphanus sativus), Chinese kool (Brassica campestris) en Rorippa indica (een waterkerssoort).